# سيتوكروم سي أكسيداز
مؤكسد سيتوكروم سي (بالإنجليزية: Cytochrome c oxidase) هو إنزيم مشارك في سلسلة تنفس الخلايا بسلسلة نقل الالإلكترونات من متركس الميتوكوندريا إلى بروتين عبر غشاء المتقدرة . فهو من مكونات المتقدرة. يعتبر انزيم أكسدة سيتوكروم سي هو (المعقد IV) في عمليات سلسلة التنفس الخلايا التي تتم بغرص إنتاج أدينوسين ثلاثي الفوسفات الذي يختزن الطاقة ويعطيها للخلية وقت احتياجها. أدينوسين ثلاثي الفوسفات تنتجه المتقدرة عن طريق أكسدة أدينوسين ثنائي الفوسفات .وأوكسيديز السيتوكروم سي، هو الانزيم الأخير في السلسلة التنفسية من الميتوكوندريا ودور مرحلة نقل الإلكترون إلى الأوكسجين المسؤولة عن إعادة السيتوكروم.

## الوظيفة
أوكسيديز السيتوكروم هو بروتين معقد في الغشاء الداخلي الميتوكوندريا.، يتألف هذا المجمع من 13 مفارز للبروتين التي تشكل 10 من الجينوم النووية و3 المتبقية يتم ترميزها من قبل جينوم الميتوكوندريا. ويستقبل الإلكترون في أربعة جزيئات من سيتوكروم سي أكسيداز الجزيئات، ونقل منها إلى واحدة جزيء الأكسجين، وتحويل الجزيئي لللأكسجين إلى جزيئين من الماء. وفي هذه العملية، يتم ربط أربعة بروتونات من المرحلة المائية الداخلية للتحول للماء، وذلك عبر نقل أربعة بروتونات عبر الغشاء.